# Tachikawa Ki-9
Chiếc Tachikawa Ki-9 là một kiểu máy bay huấn luyện cánh kép có sãi cánh không bằng nhau. Phe Đồng Minh biết đến kiểu máy bay này dưới tên mã là "Spruce".
Đã có hai phiên bản được dự định chế tạo: một kiểu máy bay huấn luyện căn bản và một kiểu trung gian, sử dụng các kiểu động cơ khác nhau. Kiểu đầu bay chuyến bay đầu tiên vào ngày 7 tháng 1 năm 1935. Một chiếc nguyên mẫu thứ ba được trang bị kiểu động cơ Nakajima NZ bố trí hình tròn công suất 150 mã lực. Tuy nhiên đã xảy ra những vấn đề về độ ổn định và phiên bản huấn luyện căn bản bị hủy bỏ. Chiếc Ki-9 chỉ được phát triển phiên bản huấn luyện trung gian, và chiếc máy bay sản xuất đầu tiên được giao hàng vào năm 1935. Để đảm trách vai trò huấn luyện căn bản, Tachikawa khởi sự thiết kế một kiểu máy bay mới thay thế mà sau này trở thành chiếc Ki-17.
Tính đến năm 1945 đã có tổng cộng 2.615 chiếc được sản xuất.

## Các phiên bản
Ki-9Máy bay huấn luyện căn bản hai chỗ ngồi.
Ki-9 KaiPhiên bản cải tiến.

## Các nước sử dụng
Indonesia
Sử dụng sau chiến tranh
 Nhật Bản
- Lục quân Đế quốc Nhật Bản

## Đặc điểm kỹ thuật (Ki-9 Kiểu A)
Tham khảo: {Virtual Aviation Museum}

### Đặc tính chung
- Đội bay: 02 người
- Chiều dài: 7,9 m (25 ft 11 in)
- Sải cánh: 10,2 m (33 ft 10 in)
- Chiều cao: 3,1 m (10 ft 2 in)
- Trọng lượng không tải: 1.120 kg (2.468 lb)
- Trọng lượng cất cánh tối đa: 1.580 kg (3.482 lb)
- Động cơ: 1 x động cơ Hitachi Ha-13a bố trí hình tròn, công suất 350 mã lực (261 kW)

### Đặc tính bay
- Tốc độ lớn nhất: 240 km/h (149 mph)
- Trần bay: 5.800 m (19.030 ft)

## Nội dung liên quan

### Máy bay tương tự
- de Havilland Tiger Moth

### Trình tự thiết kế
Ki-5 - Ki-6 - Ki-7 - Ki-8 - Ki-9 - Ki-10 - Ki-11 - Ki-12 -Ki-13

### Danh sách liên quan
- Danh sách máy bay quân sự giữa hai cuộc chiến tranh thế giới
- Danh sách máy bay trong Chiến tranh Thế giới II
- Danh sách máy bay chiến đấu
- Danh sách máy bay quân sự Nhật Bản